# Марк Бебий Тамфил (трибун)
Марк Бебий Тамфил (на латински: Marcus Baebius Tamphilus) е политик на Римската република през края на 2 век пр.н.е. Произлиза от фамилията Бебии, клон Тамфил.
През 103 пр.н.е. той е народен трибун заедно с Луций Апулей Сатурнин, Тит Дидий, Гай Норбан, Луций Аврелий Кота и Луций Антисций Регин. Консули тази година са Луций Аврелий Орест и Гай Марий.
Той поставя вето на аграрния закон на колегата му Сатурнин за даване на земя на ветераните в Африка и след това трябва да избяга. Вероятно той е същият Марк Бебий, който умира през 87 пр.н.е. при Гай Марий.